# Officine Meccaniche
Officine Meccaniche (znan tudi le po kratici OM ali O.M., originalno ime Societa Anonima Officine Meccaniche) je nekdanja italijanska tovarna avtomobilov in tovornjakov, ustanovljena leta 1899 v Milanu, uspešna tudi v motošportu v dvajsetih in začetku tridesetih let. Družbo OM je leta 1938 prevzel Fiat, leta 1975 pa je bila pripojena družbi Iveco.

## Motošport
Dirkalniki OM so s 356-imi štarti na četrtem mestu med vsemi konstruktorji na dirkah za Veliko nagrado. Med sezonama 1921 in 1930 so dirkači OM-a na 136 dirkah osvojili osemnajst zmag in 47 uvrstitev na stopničke.

### Zmage
| Sezona | Dirka                       | Dirkač                             | Dirkalnik | Poročilo |
| ------ | --------------------------- | ---------------------------------- | --------- | -------- |
| 1923   | Velika nagrada Cremone      | Antonio Masperi                    | OM 425    | Poročilo |
| 1924   | Velika nagrada Montenera    | Renato Balestrero                  | OM 665    | Poročilo |
| 1924   | Velika nagrada Mugella      | Giuseppe Morandi                   | OM 665    | Poročilo |
| 1925   | Velika nagrada Tripolija    | Renato Balestrero                  | OM 665    | Poročilo |
| 1925   | Coppa Vinci                 | Renato Balestrero                  | OM 665    | Poročilo |
| 1925   | Velika nagrada Apuana       | Renato Balestrero                  | OM 665    | Poročilo |
| 1926   | Coppa Vinci                 | Renato Balestrero                  | OM 665    | Poročilo |
| 1927   | Mille Miglia                | Ferdinando Minoia Giuseppe Morandi | OM 665S   | Poročilo |
| 1927   | Coppa della Sila            | Archimede Rosa                     | OM 665    | Poročilo |
| 1929   | Velika nagrada Avellina     | Giuseppe Morandi                   | OM 665S   | Poročilo |
| 1929   | Giro di Sicilia             | Archimede Rosa                     | OM 665S   | Poročilo |
| 1929   | Coppa di Messina            | Giuseppe Morandi                   | OM 665S   | Poročilo |
| 1929   | Coppa della Sila            | Giuseppe Morandi                   | OM 665S   | Poročilo |
| 1929   | Velika nagrada Tre Province | Giuseppe Morandi                   | OM 665    | Poročilo |
| 1929   | Coppa di Crollalanza        | Archimede Rosa                     | OM 665    | Poročilo |
| 1930   | Giro di Sicilia             | Archimede Rosa Giuseppe Morandi    | OM 665S   | Poročilo |